# 2018-as venezuelai elnökválasztás
A 2018-as venezuelai elnökválasztást Venezuela 2017-ben létrehozott Alkotmányozó Törvényhozásának igényére eredetileg április 22-ére tűzte ki a Választási Tanács. A választást végül május 20-án tartották meg. Az elnök mellett egyúttal megválasztottákák a regionális törvényhozás tagjait és az önkormányzati képviselőket is.
Több nemzetközi szervezet, így az Európai Unió, az Amerikai Államok Szervezete, a Lima Csoport és számos ország — például Argentína, Chile, az Egyesült Államok, Kanada és Kolumbia — bejelentette, hogy a választás átláthatatlansága miatt annak eredményeit nem fogadják el, a venezuelai törvényhozás működését elutasítják.

## Választási rendszer
Venezuelában az elnöktött többségi, egyfordulós rendszerben  választják. A választást az országos Választási Bizottság (CNE) ellenőrzi; ez sorsolással delegálja a megfigyelőket a szavazókörökbe. Minden szavazókörben van érintőképernyős DRE szavazógép. A gépből kinyomtatott szavazólapot urnába kell dobni. A szavazógépek a választás ideje alatt semmilyen más más hálózathoz nem kapcsolódnak.
A választásokat 40 országból 150 nemzetközi megfigyelő ellenőrzi.

## Elnökjelöltek

### Hivatalos jelöltek

#### Nicolás Maduro

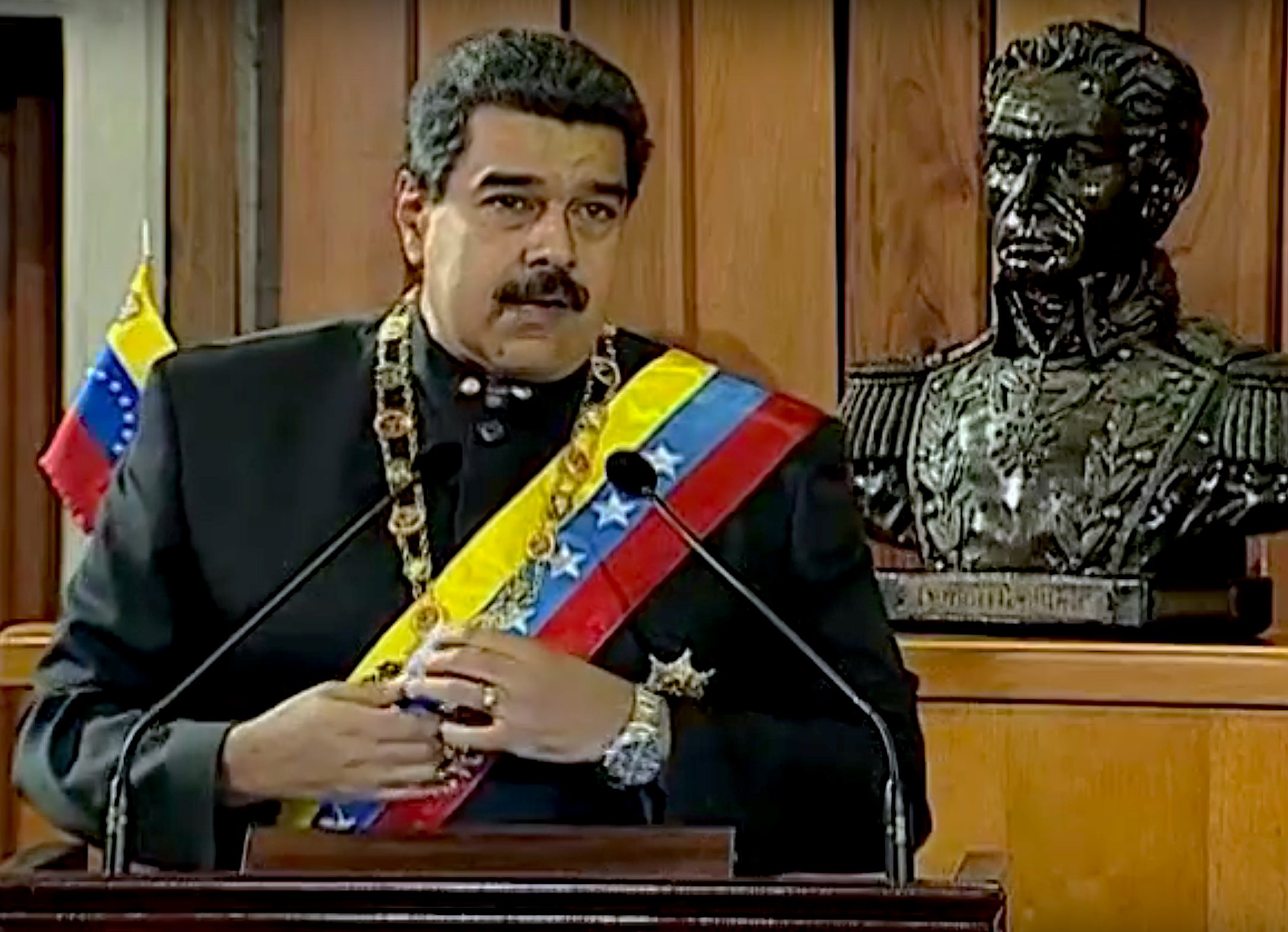

Nicolás Maduro Hugo Chávez utódaként 2013 óta az ország elnöke. Elnöksége alatt az ország gazdasági válságba zuhant, a hiperinfláció elérte a 2300%-ot. Maduro többször is tagadta, hogy Venezuelában humanitárius válság alakult volna ki. Túlzásnak tartja azt is, hogy rossz lenne az egészségügy helyzete, amint azt szerinte az Egyesült Államok híreszteli.

#### Javier Bertucci

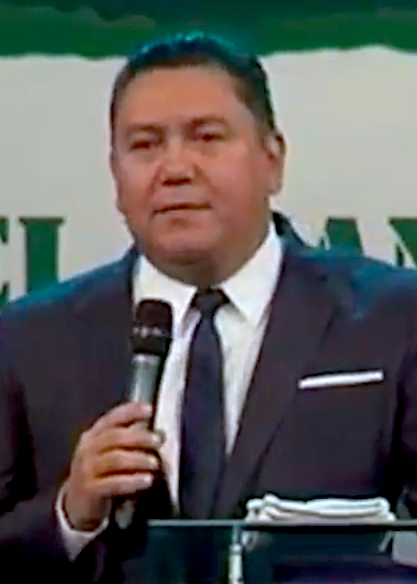

Bertucci egy evangélikus lelkipásztor, aki 2018 februárjában jelentette be indulását azzal, hogy visszaadná Venezuela értékeit. Nem támogatja az abortuszt és az azonos nemű párok gyermekvállalását. Ezen kérdések jogi szabályozását népszavazással szeretné elérni. Bertucci neve szerepel a Panama-aktákban.

#### Henri Falcón
Falcón 2018. február 28-án jelentette be indulását a Haladás Párt támogatásával. Tagadta, hogy a Demokratikus Egység Asztala párt ne vehetne részt a választáson. A leszerelt katona és ügyvéd 2010-ig a szocialistáknál politizált, majd otthagyta a pártot, ahol ezért árulónak tartják. Az ellenzék néhány tagja szerint a kormány beépített embere

#### Reinaldo Quijada
Elektromérnök, aki néhai Hugo Chávez mozgalmának követője. Kampányában többször is azt állította, hogy elutasítja ugyan Nicolás Madurót és a PSUV pártot, de nem utasítja el a forradalmat.

### Kizárt jelöltek

#### Demokratikus Egység Asztala (MUD)
A legnagyobb ellenzéki erőt (pártszövetséget) a Venezuelai Legfelsőbb Bíróság döntése nyomán a Venezuelai Választási Bizottság 2018. január 25-én a kizárta a választásból. A bíróság egyben elrendelte azt is, hogy a párt bejegyzését fél évvel el kell halasztani, és emiatt a pártot újra kell regisztrálni. A pártszövetség három pártja egy hónapon belül bejelentette, hogy részt vesznek az elnökválasztáson. Ugyanebben a hónapban az Alkotmányozó Törvényhozásban javasolták, hogy a választás 2018 decemberében legyen. Mindhárom párt elnökjelöltje kérte, hogy a választást halasszák el mindaddig, amíg a kormány nem tudja biztosítani annak szabályos lebonyolítását.
Javaslataik elutasítása után február 21-én a koalíció pártjai — a Népi Haladás pártot kivéve — bejelentették, hogy nem vesznek részt a választáson.

## Tüntetések
2018. május 16-án az ellenzék tüntetést hirdetett az Amerikai Államok Szervezetének caracasi ülésére. A Bolivári Rendőrség azonban a Caracas agglomerációjához tartozó Chacao település, Plaza de Brión terén tüntetőket felszólította a helyszín elhagyására. A caracasi metró Chacarito államását a tüntetés kezdete előtt, biztonsági okokra hivatkozva lezárták.

## Közvélemény-kutatások
2018 januárjában a Meganálisis cég közzétett egy olyan kutatást, amely szerint csak a megkérdezettek 29%-a kíván szavazni és az összes megkérdezett 72,5%-a nem bízik a Venezuelai Választási Bizottságban. A csekély szavazási hajlandóság okai szerteágazóak voltak: 45% szerint hiába szavaznak, az éhezés mindenképp megmarad, 20% szerint csak az időt vesztegetnék, 13% pedig úgy gondolta, hogy az ellenzék elárulta az országot. A megkérdezettek 81%-a nem tartotta magát valamely párt elkötelezett hívének, míg 12%-uk a kormányzó Venezuelai Egyesült Szocialista Párt tagja volt, és 6%-uk pedig az ellenzéki Demokratikus Egység Asztalát támogatta.
| Mérés időszaka                 | Kutatócég                                                               | Mintavétel (fő) | Maduro | Falcón | Bertucci | Quijada | Ratti   | Egyebek                 | Nincs adat/Bizonytalanok | Vezetés |
| ------------------------------ | ----------------------------------------------------------------------- | --------------- | ------ | ------ | -------- | ------- | ------- | ----------------------- | ------------------------ | ------- |
| 2018. május 10-16.             | Varianzas                                                               | 1000            | 23,7%  | 32,2%  | 14,8%    | -       | Retired | 0,8%                    | 28,5%                    | 8,5%    |
| 2018. május 9-16.              | Hercon                                                                  | 1000            | 28,7%  | 38,1%  | 9,3%     | 0,4%    | Retired | 1,4%                    | 22,1%                    | 9,4%    |
| 2018. május 8-15.              | Datanalisis                                                             | -               | 20%    | 33%    | 18%      | -       | Retired | -                       | -                        | 13%     |
| 2018. május 10.                | Datanalisis                                                             | 1,000           | 16,7%  | 27,6%  | 13,3%    | 0,2%    | 0,2%    | 4,7%                    | 19,7%                    | 11,1%   |
| 2018. április 20. - május 4.   | ICS                                                                     | -               | 55,9%  | 25,4%  | 16,2%    | -       | -       | -                       | -                        | 30,5%   |
| 2018. április 2-18.            | Hinterlaces                                                             | 1,050           | 51%    | 28%    | 16%      | -       | -       | -                       | 5%                       | 23,0%   |
| 2018. április 18.              | Meganalisis                                                             | 1,050           | 15,3%  | 6,2%   | 0,9%     | 0,07%   | 0,05%   | -                       | 77,1%                    | 61,8%   |
| 2018. április 11.              | Datanalisis                                                             | -               | 32,0%  | 37,0%  | 14,0%    | -       | -       | -                       | 17,0%                    | 5,0%    |
| 2018. április 9.               | Datincorp                                                               | 1,996           | 22,0%  | 34,0%  | 9%       | -       | -       | 2,0%                    | 33,0%                    | 12,0%   |
| 2018. április 8.               | Datanalisis                                                             | 800             | 34,0%  | 40,0%  | -        | -       | -       | -                       | -                        | 6,0%    |
| 2018. március 5.               | Datanalisis                                                             | -               | 28%    | 39%    | 19%      | -       | -       | -                       | -                        | 11%     |
| 2018. március 19-29.           | Datanalisis                                                             | 800             | 34,3%  | 41,4%  | -        | -       | -       | -                       | -                        | 7,1%    |
| 2018. február 27. - március 4. | Meganalisis                                                             | 1,090           | 13,7%  | 3,5%   | 0,03%    | 0,05%   | 0,01%   | -                       | 82,5%                    | 68,8%   |
| 2018. február 19.              | Datincorp                                                               | 1,499           | 28,0%  | 31,0%  | -        | -       | -       | 31,0%                   | 10,0%                    | 3,0%    |
| 2018. február 1-14.            | Datanalisis Archiválva 2018. március 7-i dátummal a Wayback Machine-ben | 1,000           | 26,1%  | 38,0%  | -        | -       | -       | 40.4% (Leopoldo López)  | -                        | 2,1%    |
| 2018. január 24. - február 13. | Hercon Archiválva 2020. szeptember 11-i dátummal a Wayback Machine-ben  | 1,200           | 19,5%  | 6,9%   | -        | -       | -       | 21,0% (Lorenzo Mendoza) | 26.8%                    | 5,8%    |
| 2018. február 8.               | Consultores 30.11                                                       | -               | 32%    | 10,5%  | -        | -       | -       | 25%                     | 24,7%                    | 21,5%   |
| 2018. január 25. - február 5.  | Ivad                                                                    | 1,200           | 17,6%  | 23,6%  | -        | -       | -       | 13,5%                   | 10,6%                    | 6,0%    |
| 2018. január 22-27.            | Meganalisis                                                             | 1,120           | 9,4%   | -      | -        | -       | -       | 28,7% (Lorenzo Mendoza) | 52.3%                    | 23,6%   |

## Eredmények
Az eredményeket helyi idő szerint 18 órakor tette közzé a Venezuelai Választási Bizottság. Eszerint a választáson a jogosultak 32,3%-a vett részt. Ez az arány a legalacsonyabb Venezuela modern kori történelmében az 1958-as puccs óta. A bizottság ezt a számot még aznap 46,1 %-ra emelte.
A választást ismét Nicolás Maduro, Venezuela addigi elnöke nyerte. Az eredményeket a tömeges szabálytalanságokra hivatkozva Henri Falcón és Javier Bertucci is elutasította.
| Elnök-jelölt neve                                                      | Elnök-jelölt neve                             | Párt neve                                     | Szavazatok száma | %     |
| ---------------------------------------------------------------------- | --------------------------------------------- | --------------------------------------------- | ---------------- | ----- |
|                                                                        | Nicolás Maduro                                | Venezuelai Egyesült Szocialista Párt          | 6,157,185        | 67.76 |
|                                                                        | Henri Falcón                                  | Haladás Párt                                  | 1,909,172        | 21.01 |
|                                                                        | Javier Bertucci                               | Függetlenek                                   | 983,140          | 10.82 |
|                                                                        | Reinaldo Quijada                              | Népi Politikai Egység 89                      | 36,132           | 0.39  |
| Érvényes szavazatok                                                    | Érvényes szavazatok                           | Érvényes szavazatok                           | 9,085,629        | 98.09 |
| Érvénytelen szavazatok                                                 | Érvénytelen szavazatok                        | Érvénytelen szavazatok                        | 176,210          | 1.90  |
| Összes szavazat száma                                                  | Összes szavazat száma                         | Összes szavazat száma                         | 9,261,839        | 100   |
| Választásra jogosultak száma/Részvételi arány                          | Választásra jogosultak száma/Részvételi arány | Választásra jogosultak száma/Részvételi arány | 20,527,571       | 45.99 |
| Forrás: CNE Archiválva 2019. június 7-i dátummal a Wayback Machine-ben |                                               |                                               |                  |       |

## Nemzetközi visszhang

Országok, amelyek elismerik és amelyek nem ismerik el a venezuelai választási eredményeket
Venezuela Elismerik Nem ismerik el

### Nemzetközi szervezetek
Az ENSZ Emberjogi Főbiztosának Hivatala szerint a választás tisztasága és hitelessége a minimális követelményeknek sem felel meg. A Lima csoport országai bejelentették, hogy a választás eredményét az átláthatóság hiánya miatt nem ismerik el.
Február 8-án az Európai Parlament 480 igen, 51 nem és 70 tartózkodás mellett szankciókat helyezett kilátásba Maduro elnök ellen. Az Európai Unió az Európai Parlament döntésével a csalások miatt nem ismeri el az eredményeket.

### Egyes országok kormányai
Argentína, Franciaország, Kanada és Kolumbia a MUD kizárása miatt kritizálta a venezuelai kormányt, amelyet emellett antidemokratikusnak is neveztek.
Sebastián Piñera, Chile elnöke szerint „egyetlen, a demokráciát tisztelő országnak sem szabad elismernie a választást”. Maduro elnökségét diktatúrának nevezte. Az elnökválasztásról kifejtette, hogy „nem felel meg a demokrácia követelményének, mert nem tiszta és legitim és nem képviseli a venezuelaiak szabad és szuverén akaratát”.
Juan Manuel Santos, Kolumbia elnöke többször is kijelentette, hogy nem ismerik el a választási eredményt és a választást igazságtalannak nevezte.
Az Egyesült Államok, Paraguay és Panama sem ismeri el a választási eredményeket.

## Fordítás
- Ez a szócikk részben vagy egészben  a   Venezuelan presidential election, 2018 című angol Wikipédia-szócikk ezen változatának fordításán alapul.  Az eredeti cikk szerkesztőit annak laptörténete sorolja fel. Ez a jelzés csupán a megfogalmazás eredetét és a szerzői jogokat jelzi, nem szolgál a cikkben szereplő információk forrásmegjelöléseként.
- Ez a szócikk részben vagy egészben  az   Elecciones presidenciales de Venezuela de 2018 című spanyol Wikipédia-szócikk ezen változatának fordításán alapul.  Az eredeti cikk szerkesztőit annak laptörténete sorolja fel. Ez a jelzés csupán a megfogalmazás eredetét és a szerzői jogokat jelzi, nem szolgál a cikkben szereplő információk forrásmegjelöléseként.